# Mise à feu
Pour plus de détails, voir Fiche technique et Distribution.
Mise à feu (Wilder Napalm) est un film américain réalisé par Glenn Gordon Caron, sorti en 1993.

## Synopsis
Wallace et Wilder Foudroyant sont deux frères ayant un don de pyrokinésie. Pendant leur enfance, leur pouvoir cause accidentellement le mort d'un homme, et les deux frères suivent dès lors des chemins séparés. Wilder renonce à utiliser son pouvoir, se marie et essaie d'avoir une vie normale. Wallace utilise son don dans le cadre d'une attraction de fête foraine. Lorsque la foire arrive dans la ville où Wilder habite, Vida, la femme de Wilder qui a de légères tendances pyromanes, n'est pas insensible au charme de Wallace. Les deux frères vont dès lors rivaliser pour le cœur de Vida.

## Fiche technique
- Titre original : Wilder Napalm
- Réalisation : Glenn Gordon Caron
- Scénario : Vince Gilligan
- Photographie : Jerry Hartleben
- Montage : Artie Mandelberg
- Musique : Michael Kamen
- Sociétés de production : Baltimore Pictures, TriStar
- Pays d'origine :  États-Unis
- Langue originale : anglais
- Format : couleur - 1,85:1 - Dolby
- Genre : comédie fantastique
- Durée : 109 minutes
- Dates de sortie : 
  - États-Unis : 20 août 1993

## Distribution
- Dennis Quaid : Wallace Foudroyant
- Arliss Howard : Wilder Foudroyant
- Debra Winger : Vida Foudroyant
- M. Emmet Walsh : le capitaine des pompiers
- Jim Varney : Rex

## Accueil
Le film n'est sorti que dans 35 salles de cinéma aux États-Unis et a rapporté 84 859 $ au box-office américain.
Il obtient 25 % de critiques positives, avec une note moyenne de 3,7/10 et sur la base de 8 critiques collectées, sur le site Rotten Tomatoes.